# Piyyut
Un piyyut o piyut (plural piyyutim o piyutim, en hebreo: פִּיּוּטִים / פיוטים, פִּיּוּט / פיוט‎: פִּיּוּטִים / פיוטים, פִּיּוּט / פיוט; del griego ποιητής poiētḗs, "poeta") es un poema litúrgico judío, diseñado normalmente para ser cantado o recitado durante los servicios religiosos. La tradición judía considera que los Piyyutim se escribieron desde los tiempos del Segundo Templo. La mayoría de los piyyutim están en hebreo o arameo, y muchos de ellos están escritos en forma de acróstico que, o bien sigue el orden del alfabeto hebreo, o bien deletrea el nombre del autor.
Muchos piyyutim resultan familiares a quienes asisten regularmente a los servicios litúrgicos de la sinagoga. El piyyut más conocido es seguramente Adon Olam ("Señor del Mundo"), que a menudo se canta en la conclusión de muchos servicios en la sinagoga, después de la recitación nocturna del Shemá, y durante el ritual matutino de ponerse las filacterias. Otro piyyut muy querido es el Yigdal ("Sea exaltado Dios"), que se basa en los Trece principios de fe formulados por Maimonides.
Algunos de estudiosos más importantes de los piyyutim hoy en día son Shulamit Elizur y Joseph Yahalom, ambos de Universidad Hebrea.
Al autor de un piyyut se lo conoce como paytan o payyetan (פייטן), en plural paytanim (פייטנים).

## Historia

### La escuela palestina
Los piyyutim más antiguos se remontan a los períodos Talmúdico (70-500 d. C.) y de los Gueonim (600-1040 d. C.).[cita requerida] Los piyyutim procedían "en su inmensa mayoría de Palestina o de su vecina Siria; solo allí se cultivaba suficientemente la lengua hebrea para que pudiera ser utilizada con corrección estilística, y solo allí se la podía hacer hablar con tanta expresividad". Los manuscritos más antiguos de la liturgia Palestina, hallados en la Genizá del Cairo, a menudo se componen de piyyutim. Se cree que esto se debe a que estos constituían las únicas partes de la liturgia que convenía conservar por escrito, ya que las demás oraciones, por lo general, se sabían de memoria. Sin embargo, no siempre está claro en los manuscritos si estos piyyutim pretendían suplir las oraciones básicas o complementarlas, puesto que a menudo los piyyutim reelaboran los temas de las oraciones básicas. Los piyyutim, y en particular los de Eleazar Kalir, están escritos en un lenguaje a menudo críptico y alusivo, con abundantes referencias al Midrash.
Originalmente, la palabra piyyut designaba cualquier tipo de poesía sagrada, pero con el tiempo el término vino a designar específicamente los poemas hímnicos. Se cree que los piyyutim era compuestos normalmente por un poeta rabínico, y, dependiendo de la recepción por parte de la comunidad, el piyyut pasaba o no a formar parte del acervo litúrgico. Los autores de varios piyyutim solían utilizar el acróstico para dar pistas sobre su identidad. Puesto que en la antigüedad no era fácil que cada uno contase con su propio libro de oración, muchos piyyutim tienen un estribillo que la congregación puede repetir con facilidad como respuesta a las estrofas que recita el Jazán.
Una leyenda explica el origen de los piyyutim a partir de las restricciones que los persas impusieron a los judíos para rezar. Samau'al Ibn Yahya al-Maghribi, un judío convertido a Islam en el siglo XII, dice que los persas prohibieron a los judíos tener servicios de oración. "Cuando los judíos vieron que los persas persistían en impedir su oración, inventaron composiciones en las que introducían pasajes de sus oraciones… y pusieron muchos de ellos en música". Así pues, los judíos se reunirían en tiempo de oración para recitar y cantar los piyyutim. "Cuándo los persas les reprochaban esto, los judíos afirmaban que ellos solo estaban cantando, o tal vez entonando endechas por su difícil situación." Cuando sobrevinieron los musulmanes y otorgaron a los judíos un estatus de Dhimmi, estando de nuevo permitida la oración, el piyyut se había convertido ya en una tradición venerable para los días de fiesta y otras ocasiones alegres.
El uso de piyyutim se ha considerado siempre una especialidad del judaísmo palestino: los Gueonim de Babilonia hicieron todo lo posible para que se abandonase la costumbre de recitar piyyutim y restaurar lo que ellos consideraban las palabras de la oración reglamentaria. Paa ellos, "quien utiliza el piyyut muestra que no es un estudioso". No queda claro si su objeción principal era contra cualquier uso de piyyutim o sólo contra su intrusión en el corazón de las oraciones reglamentarias.
Para estas razones, los estudiosos de la liturgia judía suelen mantener que, cuanto una liturgia más uso hace de piyyutim, tanto más posibilidades tiene de reflejar la liturgia de Palestina y menos la de Babilonia. Quienes formaron la liturgia sefardí se tomaron muy en serio las objeciones de los Gueonim, y por esta razón no existe, en esta liturgia, ningún piyyut temprano de Palestina. Al contrario, estos piyyutim sobreviven en los ritos asquenazí e italiano.

### La escuela española medieval
En la Edad Media tardía, poetas judíos españoles como Judá Leví, Avicebrón, Avenara y Moisés ibn Ezra compusieron una abundante cantidad de poesía religiosa en un correctísimo hebreo Bíblico y utilizando metros árabes. Muchos de estos poemas fueron incorporados al rito sefardí y, en menor grado, a otros ritos, y pueden considerarse como segunda generación de piyyutim.
La escuela cabalística de Isaac Luria y sus seguidores, que utilizó una liturgia sefardita adaptada, desaprobó los piyyutim españoles, considerándolos como espiritualmente inauténticos. Por eso, invocando el principio enunciado por los Gueonim, eliminó estos piyyutim de la liturgia o por lo menos los separó de sus partes centrales. Esta desaprobación no se extendió a los piyyutim palestinos, a los que consideraban como una parte auténtica de la tradición rabínica, aunque, como estos ya habían sido eliminados del servicio sefardita en el que ellos se basaban, consideraron que era ya demasiado tarde para volver a introducirlos. 
Así pues, en los ritos español y portugués siguen conservándose algunos piyyutim de la escuela española en sus posiciones originales, pero en los ritos Orientales se han eliminado o se han movido de lugar.  Los judíos sirios, por ejemplo, conservan alguno de estos piyyutim fuera de la liturgia, como pizmonim.

## Piyyutimmás conocidos
A continuación, se presenta una tabla con algunos de los piyyutim más conocidos y queridos por los judíos.
| Nombre                    | Hebreo                            | Esquema poético | Recitado encima |
| ------------------------- | --------------------------------- | --- | --- |
| Adir Hu                   | אַדִּיר הוּא                          | Acróstico alfabético | Pascua |
| Adon Haselichot           | אֲדוֹן הַסְּלִיחוֹת                      | Acróstico alfabético | Todos los días durante el mes de Elul y durante los Diez Días de Arrepentimiento |
| Adón Olam                 | אֲדוֹן עוֹלָם                         | Metro hazaj (breve, larga, larga, larga) | Diariamente |
| Anim Zemirot/Shir haKavod | אַנְעִים זְמִירוֹת                      | Doble acróstico alfabético | Sábado y fiestas |
| Akdamut                   | אַקְדָּמוּת מִלִּין                       | Acróstico alfabético doble; luego el acróstico sigue: "Meir, hijo de Rabbi Yitzchak, que crezca en Torah y en buenas acciones. Amén, y sea fuerte y tenga valor" | Pentecostés |
| Barukh El Elyon           | בָּרוּךְ אֵל עֶלְיוֹן                     | Acróstico: "Baruch Chazak" | Sábado |
| Berah Dodi                | בְּרַח דּוֹדִי                          | Cada estrofa empieza con la palabra "Berah" | Pascua |
| D'ror Yikra               | דְּרוֹר יִקְרָא                         | Acróstico: "Dunash". El autor es Dunash ben Labrat. | Sábado |
| Ein Keloheinu             | אֵין כֵּאלֹהֵינו                       | Acróstico: las primeras letras de las tres primeras estrofas deletrean: "Amén"                                                                                   | Sábados y fiestas (diariamente en la tradición sefardí) |
| El Adon                   | אֵל אָדון                           | Acróstico alfabético | Sábado y fiestas como parte de primera bendición antes del Shema |
| El Nora Alila             | אֵל נוֹרָא עֲלִילָה                     | Estribillo: "En esta hora de Ne'ilah". Acróstico: "Moshe chazak". El autor es Moisés ibn Ezra                                                                    | Ne'ilah (conclusión de Día de la Expiación) |
| Alei Tziyon               | אֱלִי צִיּוֹן                          | Metro hazaj. Acróstico alfabético. Cada estrofa empieza con la palabra alei; cada línea termina con el sufijo -eiha (que se refiere a Jerusalén)                 | Tisha B'av |
| Geshem                    | תְּפִלַּת גֶּשֶׁם                          | Acróstico alfabético. Cada estrofa termina con una línea alterna estándar                                                                                        | Tabernáculos |
| Hakafot                   | הקפות                             | Acróstico alfabético | Simchat Torah |
| Hayom T'Soy'tzenu         | היום תאמצנו also called הַיּוֹם הַיּוֹם | Acróstico alfabético. Cada línea termina con "Amén" | Año nuevo y Día de la Expiación |
| Hoshanot                  | הוֹשַׁעְנוֹת                           | Acróstico alfabético | Tabernáculos |
| Ki Hineh Kachomer         | כִּי הִנֵּה כַּחֹמֶר                       | Estribillo: "Recuerda la Alianza, y no te vuelvas hacia la mala inclinación"                                                                                     | Día de la Expiación |
| Ki Lo Na'eh               | כִּי לוֹ נָאֶה                         | Acróstico alfabético | Pascua |
| Lejá Dodi                 | לְכָה דּוֹדִי                          | Acróstico: "Rabbi Shlomo Halevi Alkabetz." (nombre del autor) | Sábado al anochecer |
| Mah Y'didut               | מַה יְּדִידוּת                         | Acróstico: "Menucha" ("resto"). Tiene un estribillo. | Sábado |
| Ma'oz Tzur                | מָעוֹז צוּר                          | Acróstico: "Mordechai" (nombre del autor) | Fiesta de la Dedicación |
| M'nuha V'imha             | מְנוּחָה וְשִׂמְחָה                       | Acróstico: "Moshe" (nombre del autor) | Sábado |
| Mipi El                   | מִפִּי אֵל                            | Acróstico alfabético | Sábado y Simchat Torah |
| Shir Kel Nelam            | שִׁיר אֵ-ל נֶעְלָּם                      | Acróstico alfabético: "Shmuel" (nombre del autor). | Purim; sólo en Polonia. |
| Shoshanat Ya'akov         | שׁוֹשַׁנַּת יַעֲקֹב                        | Acróstico alfabético | Purim |
| Tal                       |                                   | Acróstico alfabético inverso. Cada estrofa termina con "tal". | Pascua |
| Tzur Mishelo              | צוּר מִשֶּׁלּוֹ                          | La primera estrofa es el estribillo. | Sábado |
| Unetanneh Tokef           | וּנְתַנֶּה תּקֶף                         | Es la Kedusha del Musaf para estos días | En el rito oriental asquenazí y en el italiano, Año nuevo y Día de la Expiación (y en algunas comunidades italianas, también en Hoshana Rabbah; en el rito asquenazí occidental, solo en Año Nuevo |
| Kah Echsof                |                                   | | Sábado |
| Yah Ribon                 | יָהּ רִבּוֹן                           | Acróstico: "Israel" (nombre del autor Israel ben Moshé Najara).                                                                                                  | Sábado |
| Yedid Nefesh              | יְדִיד נֶפֶש                          | Acróstico: deletrea elTetragrammaton | Sábado |
| Yom Shabbaton             | יוֹם שַבָּתוֹן                         | Acróstico: "Yehudah" | Sábado |
| Yom Ze L'Yisra'el         | יוֹם זֶה לְיִשְׂרַאֵל                     | Acróstico: "Yitzhak" | Sábado |
| Yom Ze Mekhubad           | יוֹם זֶה מְכֻבָּד                       | Acróstico: "Israel" | Sábado |
| Yigdal                    | יִגְדַּל                              | Metro | Diariamente |